# Мохаве (пустиня)
Вижте пояснителната страница за други значения на Мохаве.
Мохаве (от исп. Mojave, по името на племето мохаве) е голяма пустиня, разположена в югозападната част на САЩ, предимно в южната част на щата Калифорния и малки части в Южна Невада, Западна Аризона и Югозападна Юта. Площта ѝ е над 65 000 km². Простира между планината Сиера Невада на северозапад и платото Колорадо на изток. На север преминава в планинската област Голям басейн, а на югоизток – в пустинята Сонора. На югозапад е ограничена от планините Сан Габриел и Сан Бернардино. По-голямата част от нея е с надморска височина от 600 m до 1500 m, но в Долината на смъртта е най-ниската точка на Северна Америка – 86 m под морското равнище. Най-висока точка е връх Чарлстон (3366 m). Повърхността и представлява редуване на планински хребети и котловини с континентални наслаги. Климатът е рязко континентален, с горещо лято. Годишната сума на валежите е от 45 до 150 mm. Повърхностен отток почти липсва или е епизодичен. В източната ѝ част като транзитна река от север на юг протича най-долното течение на река Колорадо. Има редица малки, временни, солени езера. Растителността е представена от сукуленти (юка, кактуси) и бодливи храсти. Практически територията на пустинята е неизползваема за земеделие. В южната ѝ част е разположена защитена територия Джошуа Три, в която пустинната флора и фауна са защитени.
В пустинята са разположени големите градове Лас-Вегас и Палмдейл.